# Philippe de Golbéry
Pour les articles homonymes, voir Golbéry.
Marie Philippe Aimé de Golbéry, né le 1er mai 1786 à Colmar (province d'Alsace) et mort le 5 juin 1854 à Kientzheim (Haut-Rhin), est un juriste et homme politique français. Il est l'auteur de nombreuses publications érudites, consacrées notamment à l'Antiquité, à l'histoire de l'Alsace et à la préservation des édifices historiques.

## Biographie
Fils d’un membre du conseil souverain d’Alsace, Golbéry suivit à Paris, après avoir fait ses premières études en Allemagne, les cours du collège des Quatre-Nations, puis ceux de l’École de Droit, et s’enrôla, sous l’Empire, dans une des cohortes mobilisées de la Garde nationale, où il obtint le grade de lieutenant. S’étant néanmoins fait recevoir avocat en 1808, il devint en 1811 substitut du procureur impérial à Aurich, chef-lieu de l’ancien département français de l’Ems-Oriental, puis procureur impérial à Stade (Bouches-de-l’Elbe), et encore à Aurich. Il épousa à Commenchon, le 21 décembre 1812, Rose Élisabeth Honorine fille de Merlin de Thionville.
En 1813, il fut nommé procureur impérial à Colmar. En 1814, à la première invasion du sol français, il prit les armes, pour la défense du pays, dans un corps franc levé par son beau-père, et ne les déposa qu’après la capitulation de Paris. Cette fois, son dévouement à une cause perdue ne lui fut pas funeste mais, après la défaite de Waterloo, comprenant qu’il ne pouvait pas continuer à faire partie du ministère public sous un gouvernement réactionnaire, il donna sa démission pour rentrer au barreau.
Sur la fin de 1816, Hercule de Serre, premier président de la cour de Colmar, le fit pourtant nommer substitut du procureur général de ce siège et, devenu garde des sceaux en 1820, il lui donna une place de conseiller à cette même cour. Golbéry présida souvent en cette qualité les assises de Strasbourg. Entré en politique à la révolution de 1830, il fut élu président du collège électoral de l’arrondissement de Colmar (extra muros), puis, en 1833, membre du conseil général du Haut-Rhin, il fut élu député en 1834, dans le même collège comme représentant le parti de l’opposition. Son mandat lui fut continué aux deux élections générales ordonnées sous le ministère du 15 avril 1837. Avant et après la chute de ce cabinet, il inclina vers le centre gauche pour devenir ministériel peu de temps après l’avènement du cabinet du 29 octobre.
En décembre 1834, il fait partie des fondateurs de la Société française pour l'abolition de l'esclavage.

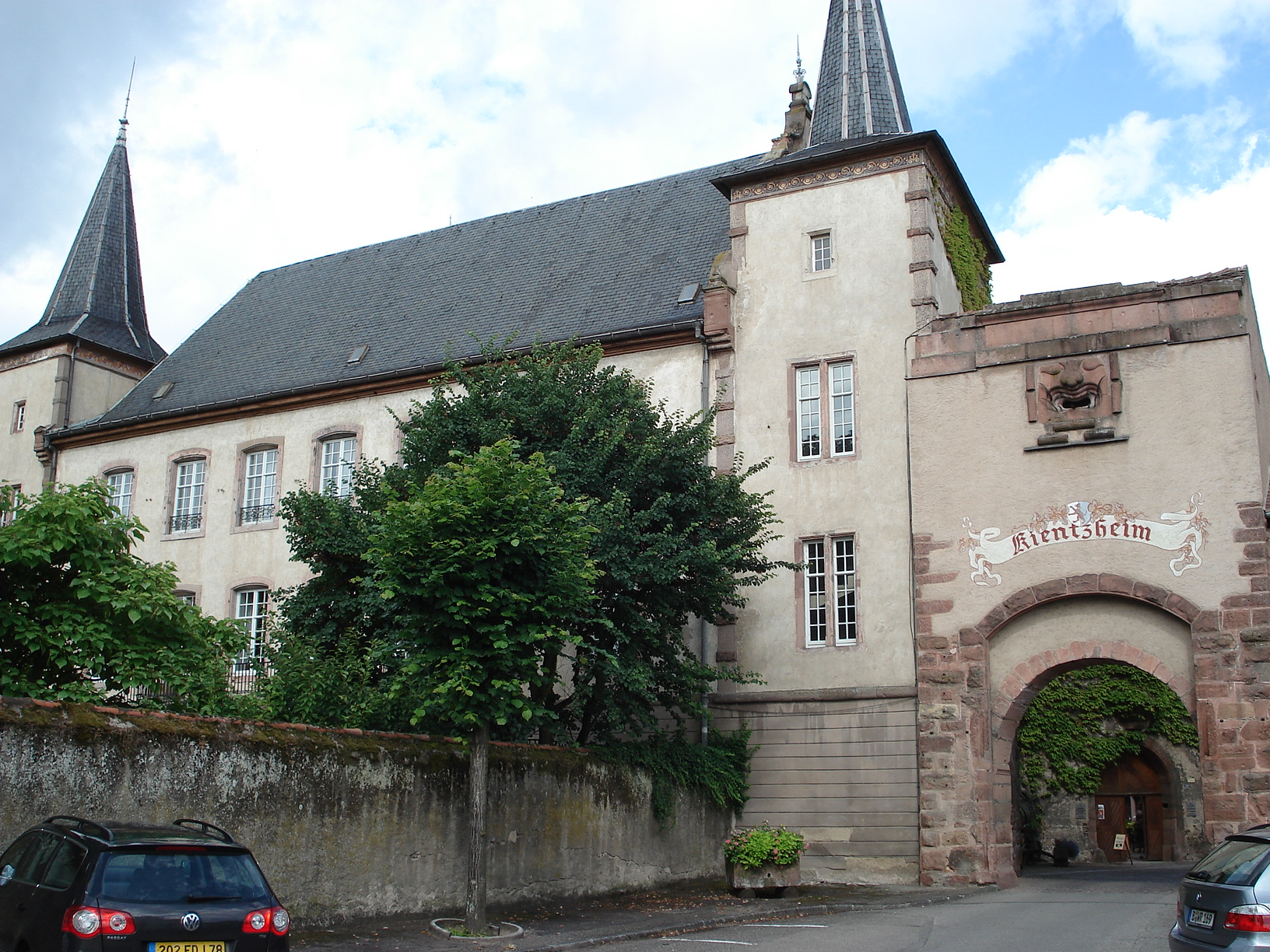
Ancien château familial à Kientzheim

Nommé en 1841 procureur général à la cour royale de Besançon, il siégeait encore à la chambre en 1848, lors de l’avènement de la république, qui lui enleva ses fonctions. Plus tard, ayant reçu, à titre de compensation, le titre de premier président honoraire de la cour d’appel de Besançon, il renonça en 1847 à ces fonctions à la suite d’une grave maladie. La mort vint le frapper à l’âge de 68 ans, dans son château de Kientzheim.
Golbéry consacra ses loisirs à la publication d’un grand nombre d’ouvrages sur la jurisprudence, la littérature et l’archéologie, entre autres Les Villes de la Gaule rasées par Dulaure et rebâties par Golbéry (1821) ; un Mémoire Sur les anciennes fortifications des Vosges ; une Carte des routes romaines de la haute Alsace, qui lui valut de l’Académie des Inscriptions et belles-lettres une médaille et le titre de correspondant ; un Mémoire sur l’état de la Gaule avant la domination romaine, auquel l’Académie de Toulouse décerna une autre médaille, en 1826 ; une édition de Tibnlle pour les classiques latins de Lemaire ; un grand ouvrage Sur les Antiquités de l’Alsace (1827) ; une suite de lettres Sur la Suisse et la Lombardie (1828) ; et parmi de nombreuses traductions de l’allemand et du latin, celles de l’Histoire universelle de l’Antiquité, par Schlosser (1823, 3 volumes in-8°) ; de l’Histoire Romaine de Niebuhr (1829 et années suivantes, 6 volumes in-8°) ; de Suétone ; du Dialogue de Cicéron intitulé : Brutus sur les orateurs illustres ; etc., etc. Il a donné, outre ses publications sur l’Alsace, d’autres ouvrages, notamment sur la Suisse.
Membre de plusieurs sociétés savantes, Golbéry fut un des plus actifs rédacteurs du Bulletin des Sciences de Férussac, de la Revue Encyclopédique, de la Revue Germanique, du Dictionnaire de la Conversation et de l’Encyclopédie des Gens du Monde. Parent de Sylvain de Golbéry, qui avait entrepris et publié un Voyage en Afrique par ordre de Louis XVI, il a également traduit du latin et de l’allemand.

## Hommages
Une rue de Colmar porte son nom, ainsi qu'une place de Strasbourg.

## Sélection de publications
- Antiquités de l’Alsace, ou Châteaux, églises et autres monuments des départements du Haut-Rhin et du Bas-Rhin, avec un texte historique et descriptif, Paris, Engelmann, 1825-28, 20 liv. in-fol. 80 fig. lithogr. pap.Schweighäuser, professeur de Strasbourg, a collaboré à la partie du Bas-Rhin.
- Antiquités romaines de Mandeure, du pays de Porrentruy et de quelques contrées voisines, Paris, Engelmann, 1827-28, 2 liv. in-fol. 8 pl.Ces 2 ouvrages forment un supplément aux précédentes.
- Défense de Tibulle contre quelques savants qui veulent le vieillir de quinze ans, Paris, 1826, in-8°.Extr. du Bulletin des sciences.
- Histoire romaine, traduite de l’allemand de Niebuhr, Paris, et Strasbourg, 1829, 6 vol. in-8°.
- Histoire universelle de l’antiquité, traduite de l’allemand de Schlosser, Paris et Strasbourg, 1828, 3 vol. in-8°.
- Lettres sur la Suisse : Lac de Genève, Chamouny, Valais, partie 4, en collaboration avec Godefroy Engelmann, Engelmann & Cie, Paris, 1827, 89 p., 24 f. de planches.
- Lettres sur la Suisse : Route du Simplon, partie 5, en collaboration avec Godefroy Engelmann, Engelmann & Cie, Paris, 1832, 39 p., 24 f. de planches.
- Mémoire sur Argentouaria, ville celtique, Strasbourg et Paris, 1829, in-8°.
- Mémoire sur la guerre chrémonidienne, traduit de l’allemand de Niebuhr. Strasbourg, 1826, in-8°.
- Mémoire sur quelques anciennes fortifications des Vosges, où l’on examine la question de savoir quel peuple au temps de Jules César était établi dans la Haute-Alsace, Paris, 1823, in-8°.Extrait des Mémoires de la Société royale des Antiquaires.
- Notice historique sur la vie et les ouvrages de B. G. Niebuhr, Strasbourg, 1834, in-8°.
- Notice sur Cicéron, Paris, 1835, in-8°, 76 p. ; Detaille, 1881.Extrait des œuvres complètes de Cicéron, édit. Panckoucke.
- Notice sur Suétone, Paris, 1833, in-8°. (Detaille, 1880Extrait de la même collection Panckoucke.
- Rapport sur un mémoire relatif à l’emplacement d’Amayétobrie, par M. Guérier, Paris, 1843, in-8°.
- Réponse pertinente à quelques impertinences, Paris, 1831, in-8°.
- Tibulli (de) vita et carminibus disseruit, etc, Paris, 1825, in-8°.
- Les Villes de la Gaule rasées par Dulaure et rebâties par de Golbéry, réfutation, Strasbourg et Paris, 1821, in-8°.Cette dissertation, traduite en latin par l’auteur lui-même se trouve dans le 5e vol. de César, édit. Lemaire.

## Sources
- William Duckett fils, Dictionnaire de la conversation et de la lecture inventaire raisonné des notions générales les plus indispensables à tous, t. 10, 2e éd., Paris, F. Didot frères, 1868, p. 372. (OCLC 77116392)
- « Marie, Philippe, Aimé de Golbéry », dans Adolphe Robert et Gaston Cougny, Dictionnaire des parlementaires français, Edgar Bourloton, 1889-1891 [détail de l’édition] [texte sur Sycomore]